# Эпоха вечной тьмы
Эпоха вечной тьмы — последняя эпоха Вселенной, которая наступит спустя 1,7×10106 лет после испарения последней сверхмассивной чёрной дыры. Эпохе вечной тьмы предшествует эпоха чёрных дыр.
Если теория распада протона верна, то во время эпохи вечной тьмы во Вселенной будут существовать только простейшие частицы: фотоны, электроны, нейтрино, кварки[уточнить] и позитроны, хотя позже аннигилируют и они.
Если же теория распада протона неверна, то в таком случае все атомы Вселенной, в процессе холодного нуклеосинтеза, идущего путём квантового туннелирования соседних ядер, постепенно превратятся в железо-56. Некоторые чёрные карлики смогут вспыхнуть запоздалой сверхновой, первые взрывы чёрных карликов начнут происходить через 101100 лет у карлика с массой около 1,35 солнечной, а последние закончатся через 1032000 лет для звёздных остатков с массой 1,16 солнечных.  Процесс превращения всех атомов в железо займет примерно 101500 (1 новемнонагинтаквадрингентиллион) лет, в результате чего образуются железные звёзды и останутся в таком состоянии чрезвычайно долго — от 101026 до 101076 лет, затем спонтанно сколлапсируют в черные дыры, которые относительно быстро (всего за 1067 лет) испарятся за счет излучения Хокинга.
Возможен также исход, что эпоха вечной тьмы не настанет никогда, а во время предыдущей эпохи чёрных дыр образуется сверхплотная чёрная дыра которая породит новый Большой взрыв.